# 多球顶冰花
多球顶冰花（学名：Gagea ova）为百合科顶冰花属下的一个种。

## 扩展阅读
- 維基物種上的相關：多球顶冰花